# Kaarzer Holz

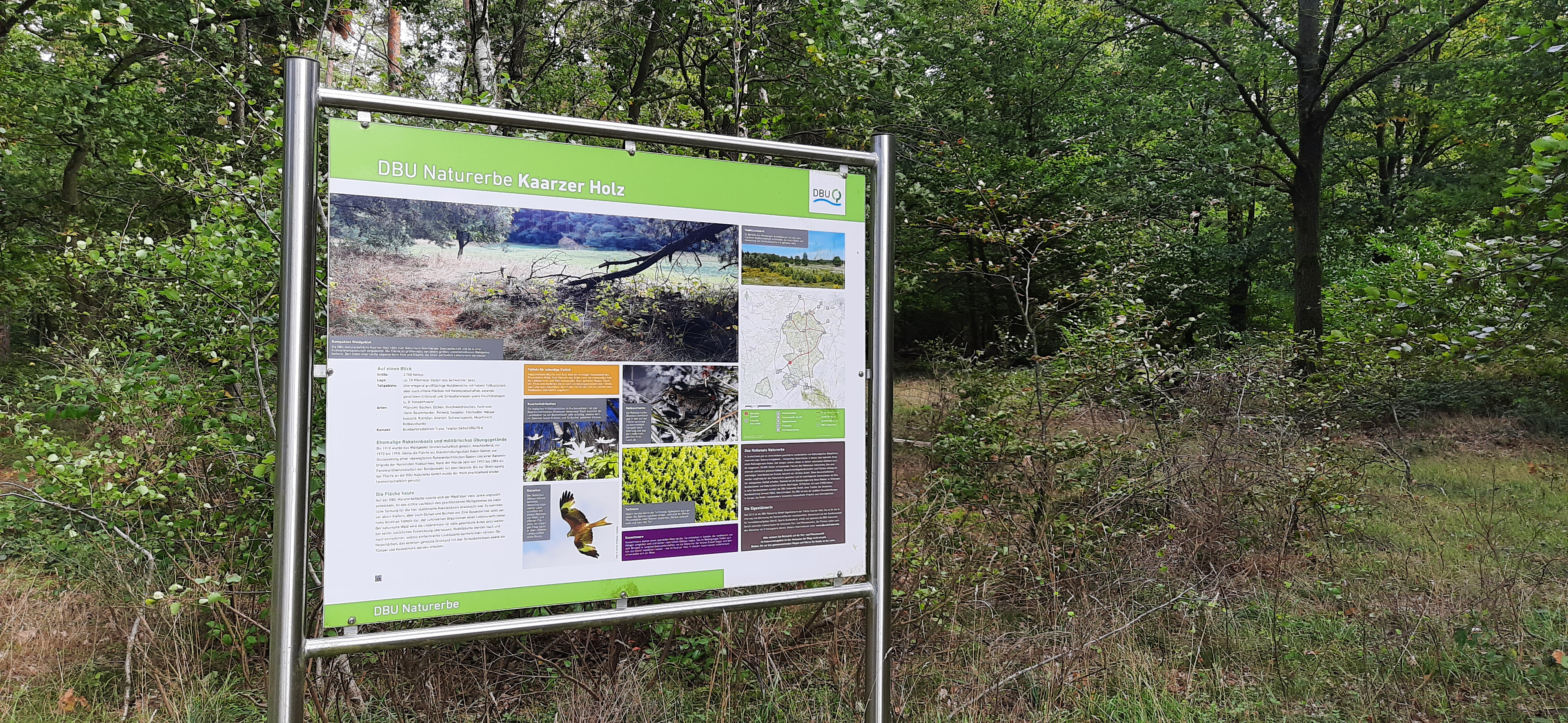
Infotafel Kaarzer Holz

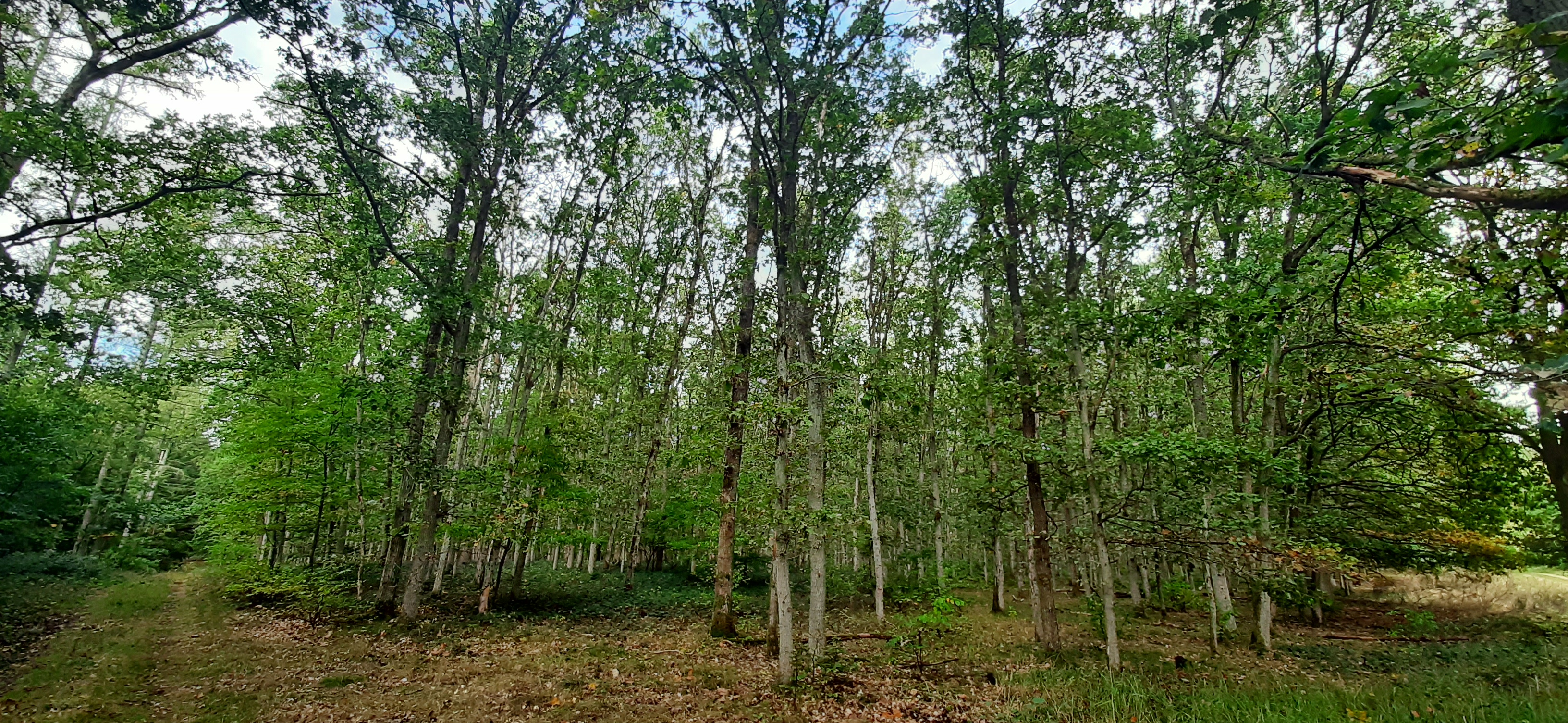
Eichenwald im Kaarzer Holz

Das Kaarzer Holz ist ein ausgedehntes Waldgebiet in Mecklenburg-Vorpommern, welches etwa 20 Kilometer östlich des Schweriner Sees im Landkreis Ludwigslust-Parchim liegt. Im Jahre 2013 wurde das Gebiet der DBU Naturerbe zur Bewirtschaftung übertragen. Mit einer Größe von 2788 Hektar gehört es zu den größten Gebieten des DBU Naturerbes. Das Waldgebiet wird umgeben von den Ortschaften Weitendorf, Kaarz, Schönlage, Jülchendorf, Venzkow, Demen und Kobrow. Dabei beträgt die Entfernung von Weitendorf nach Demen in Nord-Süd-Richtung etwa 11 Kilometer und die Entfernung von Venzkow nach Kobrow in West-Ost-Richtung etwa 9 Kilometer.  

## Allgemeines
Bis 1970 wurde das Waldgebiet forstwirtschaftlich genutzt. Anschließend, von 1972 bis 1990, diente die Fläche als Standortübungsplatz einer Raketenbrigade der Nationalen Volksarmee. In dieser Zeit wurde hier ein großräumiges Sperrgebiet eingerichtet. Nach der deutschen Wiedervereinigung nutzte ein Panzerartilleriebataillon der Bundeswehr das Gelände von 1992 bis 2006. Schon etwa ab dem Jahr 2000 wurde das Sperrgebiet schrittweise zurückgenommen. Seit 2006 wird das Kaarzer Holz wieder forstwirtschaftlich genutzt und ist inzwischen wieder frei zugänglich.

## Beschreibung
Das Kaarzer Holz gehört zum Naturraum Sternberger Seenlandschaft und ist in eine Endmoränenlandschaft mit vielen Seen eingebettet. Die Fläche überschneidet sich mit dem  FFH-Gebiet Obere Seen und Wendfeld.
In den großflächigen Wäldern dominiert die Waldkiefer. Daneben gibt  über die gesamte Fläche verteilt wertvolle Eichen- und Buchenwälder. Eine Besonderheit ist der hohe Anteil des vorhandenen Totholzes.  Zum Kaarzer Holz gehören neben dem Wald auch offene Landschaftsbereiche sowie Gewässer und Feuchtgebiete. Im Bereich des ehemaligen Schießplatzes hat sich eine trockene Heidelandschaft entwickelt. Um den Erhalt des rund 60 Hektar großen Offenlandes kümmern sich seit 2018 rund 900 Schafe und Ziegen einer Wanderschäferei. An den Randbereichen des Kaarzer Holzes liegen extensiv genutzte Grünlandflächen mit alten Obstbaumbeständen. Die verstreut vorkommenden Seen und Tümpel sowie die Kesselmoore bieten Lebensraum für Arten, die an feuchte Lebensräume gebunden sind, wie den streng geschützten Moorfrosch und die Rotbauchunke.  Weitere schützenswerte Arten im Kaarzer Holz sind Baummarder, Rotwild, Seeadler, Fischadler, Mäusebussard, Rotmilan, Kranich, Kolkrabe und Schwarzspecht. Seit etwa 2018 hat auch ein Wolfsrudel im Kaarzer Holz sein Revier. Der naturnahe Wald wird weitgehend seiner natürlichen Entwicklung überlassen. Dabei werden Nadelbäume nach und nach entnommen, um den einheimischen Laubbäumen weiteren Lebensraum zu eröffnen.